# Jerzy Połomski
Jerzy Pająk (Radom, 18 de septiembre de 1933-Varsovia, 14 de noviembre de 2022), conocido artísticamente como Jerzy Połomski, fue un cantante de pop y actor polaco.

## Biografía
Nacido en Radom, Pająk adoptó el apellido Połomski cuando aún era estudiante en la Escuela Superior Estatal de Teatro de Varsovia. Inició su carrera en 1957, tanto como actor de teatro especializado en papeles dramáticos como cantante activo en programas de radio; en 1958 ocupó el segundo lugar en una encuesta realizada por Polskie Radio sobre los cantantes polacos más populares, y un año después hizo su debut discográfico con el álbum Podwieczorek z piosenką. En 1961 ocupó el segundo lugar en la primera edición del Festival Internacional de la Canción de Sopot. En los años siguientes obtuvo una serie de éxitos, entre ellos "Bo z dziewczynami" (premio del público en el Festival de la Canción de Opole de 1973), "Komu piosenka", "Daj" y "Cała sala śpiewa z nami", y realizó giras en Europa Oriental y Occidental, la Unión Soviética, Estados Unidos y Cuba.
Durante su carrera, Połomski recibió varios honores, en particular la Medalla al Mérito Cultural «Gloria Artis» y un Premio Fryderyk por su carrera. Con problemas de audición, se retiró oficialmente en 2019. Murió en Varsovia el 14 de noviembre de 2022, a la edad de 89 años.

## Discografía
Álbumes de estudio
| Año  | Álbum | Certificación |
| ---- | --- | ------------- |
| 1959 | Podwieczorek z piosenką - Año de publicación: 1959 - Discográfica: Polskie Nagrania „Muza”, Pronit           |               |
| 1966 | Jerzy Połomski śpiewa - Año de publicación: 1966 - Discográfica: Polskie Nagrania „Muza”                     |               |
| 1969 | Daj - Año de publicación: 1969 - Discográfica: Polskie Nagrania „Muza”                                       |               |
| 1970 | Jerzy Połomski - Año de publicación: 1970 - Discográfica: Polskie Nagrania „Muza”                            |               |
| 1972 | Nie zapomnisz nigdy - Año de publicación: 1972 - Discográfica: Polskie Nagrania „Muza”                       |               |
| 1973 | Kiedy znów zakwitną białe bzy - Año de publicación: 1973 - Discográfica: Polskie Nagrania „Muza”             |               |
| 1974 | Warszawa moja miłość - Año de publicación: 1974 - Discográfica: Polskie Nagrania „Muza”                      |               |
| 1974 | W cichą noc - Año de publicación: 1974 - Discográfica: Polskie Nagrania „Muza”                               |               |
| 1975 | Bo z dziewczynami - Año de publicación: 1975 - Discográfica: Polskie Nagrania „Muza”                         |               |
| 1976 | Z Tobą świat nie ma wad - Año de publicación: 1976 - Discográfica: Polskie Nagrania „Muza”                   |               |
| 1978 | Tempus fugit - Año de publicación: 1978 - Discográfica: Polskie Nagrania „Muza”                              |               |
| 1981 | Szeptem malowane - Año de publicación: 1981 - Discográfica: Polskie Nagrania „Muza”                          |               |
| 1984 | Nie płaczmy nad sobą - Año de publicación: 1984 - Discográfica: Pronit                                       |               |
| 1994 | Bóg się rodzi - Año de publicación: 1994 - Discográfica: Wifon                                               |               |
| 1998 | Kolędy i pastorałki śpiewa Jerzy Połomski - Año de publicación: 1998 - Discográfica: Polskie Nagrania „Muza” |               |
| 2005 | Kolędy – Jerzy Połomski - Año de publicación: 2005 - Discográfica: Agencja Artystyczna MTJ                   |               |